# Syagrus harleyi
Syagrus harleyi är en enhjärtbladig växtart som beskrevs av Sidney Frederick Glassman. Syagrus harleyi ingår i släktet Syagrus och familjen Arecaceae. Inga underarter finns listade i Catalogue of Life.